# Duša (ime)
Duša je žensko osebno ime.

## Različice imena
Duša, Dušana, Dušanka, Duši, Dušica, Duška, Duškica

## Izvor imena
Ime Duša je slovanskega izvora, ki je nastalo iz besede duša s prvotnim pomenom »dihanje, življenjska sila«.

## Pogostost imena
- Po podarkih Statističnega urada RS je bilo na dan 30.6.2006 v Sloveniji 54 oseb, ki so imele ime Duša. Ostale oblike imena, ki so bile na ta dan še v uporabi: Dušana(32), Dušanka(1311), Dušica(406) in Duška(134).[2]
- Po podatkih Statističnega urada Republike Slovenije pa je bilo na dan 31. decembra 2007 v Sloveniji število ženskih oseb z imenom Duša: 54.[3]

## Osebni praznik
V koledarju je ime Duša, kakor tudi vse izpeljanke iz tega imena, uvrščeno k imenu sv. Spiridon (škof s Cipra, ki je umrl v 4. stol.). Duša praznuje god 14. decembra.

## Znane osebe
- Duša Počkaj, slovenska igralka